# أنيل سينغ
أنيل سينغ (بالإنجليزية: Anil Singh)‏ هو منافس ألعاب قوى هندي، ولد في 4 مارس 1985 في بهيواني في الهند.

## وصلات خارجية
- أنيل سينغ على موقع الاتحاد الدولي لألعاب القوى (الإنجليزية)